# Caladenia falcata
Caladenia falcata là một loài thực vật có hoa trong họ Lan. Loài này được (Nicholls) M.A.Clem. & Hopper mô tả khoa học đầu tiên năm 1989.